# Động đất Batanes 2019
Động đất Batanes 2019 là trận động đất xảy ra vào lúc 7:38 (PST), ngày 27 tháng 7 năm 2019. Trận động đất có cường độ 6.0 richter, tâm chấn độ sâu khoảng 43 km. Không có cảnh báo sóng thần sau trận động đất. Hậu quả trận động đất đã làm 9 người chết, 60 người bị thương, ước tính thiệt hại lên đến 292 triệu Peso Philippines.

## Thang địa chấn
| Tiền chấn (Mw 5.4) | Tiền chấn (Mw 5.4)               |
| PEIS               | Địa điểm                         |
| ------------------ | -------------------------------- |
| VI                 | Itbayat, Batanes                 |
| IV                 | Basco, Ivana và Mahatao, Batanes |
| III                | Uyugan và Sabtang, Batanes       |

| Động đất chính (Mw 5.9) | Động đất chính (Mw 5.9)          |
| PEIS                    | Địa điểm                         |
| ----------------------- | -------------------------------- |
| VII                     | Itbayat, Batanes                 |
| V.                      | Basco, Ivana và Mahatao, Batanes |
| IV                      | Uyugan và Sabtang, Batanes       |